# Strada provinciale 27 Mazzarino-Riesi
La strada provinciale 27 Mazzarino-Riesi (SP 27) è una strada provinciale della provincia di Caltanissetta, principale direttrice di traffico tra Mazzarino e Riesi.

## Storia
La strada, gestita dal comune di Mazzarino fino al 1960, fu provincializzata con il decreto del Ministero dei Lavori Pubblici del 17 giugno 1960, e consegnata alla provincia di Caltanissetta il 30 luglio successivo dal provveditorato delle opere pubbliche di Palermo. In seguito sono stati eseguiti lavori di ammodernamento per adeguarla agli standard richiesti dalla legge per le strade provinciali; in particolare la sede stradale è stata allargata e portata a nove metri.
Nei primi anni novanta è stata realizzata una piccola variante che ha permesso di eliminare dal tracciato due curve particolarmente pericolose. Il vecchio tracciato è individuabile nel bivio per contrada Mulara.

## Percorso
La strada ha origine sulla strada statale 191 di Pietraperzia alle porte di Mazzarino, e prosegue in direzione sud-ovest attraverso contrada Fontanella. Superata la Portella di Pitta, sulla sinistra è ubicato l'abbeveratoio "Fontana di Pitta". Lungo il percorso vi si innestano la strada provinciale 254 Mastra-Contessa (per Barrafranca) e la strada provinciale 178 che la collega alla strada provinciale 7 Ponte Braemi-Le Schette. La strada termina sulla strada statale 190 delle Solfare in contrada Judeca (Butera), a quattro chilometri da Riesi e a qualche metro dallo svincolo Judeca sullo scorrimento veloce Caltanissetta-Gela.